# Gårdveda församling
Gårdveda församling var en församling i Linköpings stift i nuvarande Hultsfreds kommun. Församlingen uppgick 1830 i Målilla med Gårdveda församling.

## Administrativ historik
Församlingen har medeltida ursprung, och ingick till 1830 i ett pastorat med Målilla församling. Församlingen uppgick 1830 i Målilla med Gårdveda församling.

## Klockare
| Ämbetstid       | Namn            | Levnadstid | Kommentarer |
| --------------- | --------------- | ---------- | ----------- |
| 1710–1725, 1733 | Måns Ivelsson   |            | Klockare.   |
| 1728–1730       | David Gunnesson |            | Klockare.   |
| 1734–1752       | Gustaf Drangel  |            | Klockare.   |
| 1758–1760       | Magnus Jonasson |            | Klockare.   |
| 1785–1793       | Peter Andersson |            | Klockare.   |